# Santiago de Murcia
Santiago de Murcia (né le 25 juillet 1673 et mort le 25 avril 1739) était un compositeur et guitariste espagnol de la période baroque.
Peu d'informations étaient connues sur lui. Cependant, les recherches effectuées démontrent qu'il est né à Madrid et que ses parents étaient Juan de Murcia et Magdalena Hernandez ; il épousa Josefa Garcia en mai 1695.

## Discographie
- Santiago de Murcia - Codex n.4 (Mexico c.1730) - Rolf Lislevand, Ensemble Kapsberger, P. Estevan (2000, Astrée)
- La Guitarra Espanola - The Music of Santiago de Murcia - William Carter, guitare baroque (17-19 septembre 2006, SACD Linn CKD 288)
- Santiago de Murcia, a portrait - Cristina Azuma, guitare baroque (2007, Frame)
- Cifras selectas de guitarra, 1722 - Cristian Gutierrez, guitare baroque (avril 2013, Carpe Diem)